# Düsseldorf Arcaden
Die Düsseldorf Arcaden (im allgemeinen Sprachgebrauch auch „Bilker Arcaden“ genannt) sind ein Einkaufs- und Erlebniszentrum im Düsseldorfer Stadtteil Unterbilk auf dem Gelände eines ehemaligen Güterbahnhofs. Im Rahmen des Gesamtprojektes von rund 48.500 m² entstanden Einzelhandelsflächen für rund 110 Ladenlokale, Gastronomie, diverse Dienstleistungen und ein Schwimmbad. Ebenfalls in das Areal integriert sind Wohnungen, ein Parkgelände, Veranstaltungsräumlichkeiten, eine Niederlassung der Stadtbücherei sowie 850 Einstellplätze. Darüber hinaus sitzt seit dem 6. September 2008 die Bezirksverwaltungsstelle für den Stadtbezirk 3 in dem Gebäude. Das Einkaufszentrum wurde am 23. September 2008 eröffnet. Der Wohnungsbau und die Parkgestaltung befanden sich jedoch auch zu Beginn des Jahres 2010 zum Teil noch in der Entwicklungsphase.

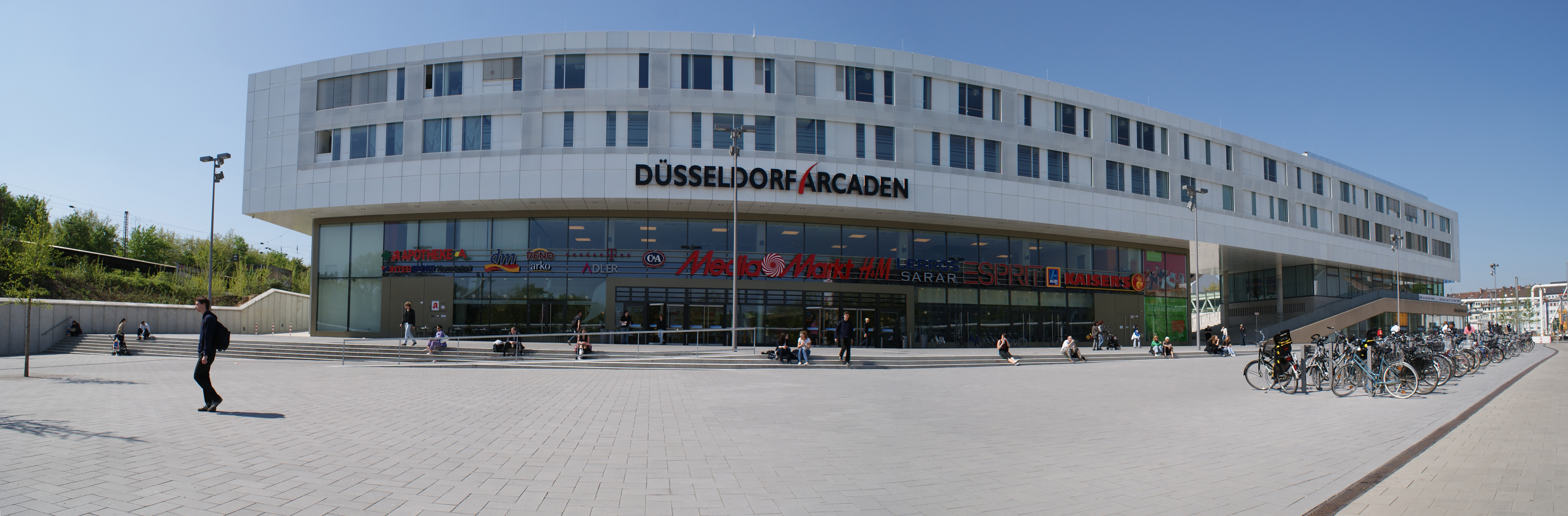
Panorama der Fassade der Düsseldorf Arcaden

## Lage und Verkehrsanbindung

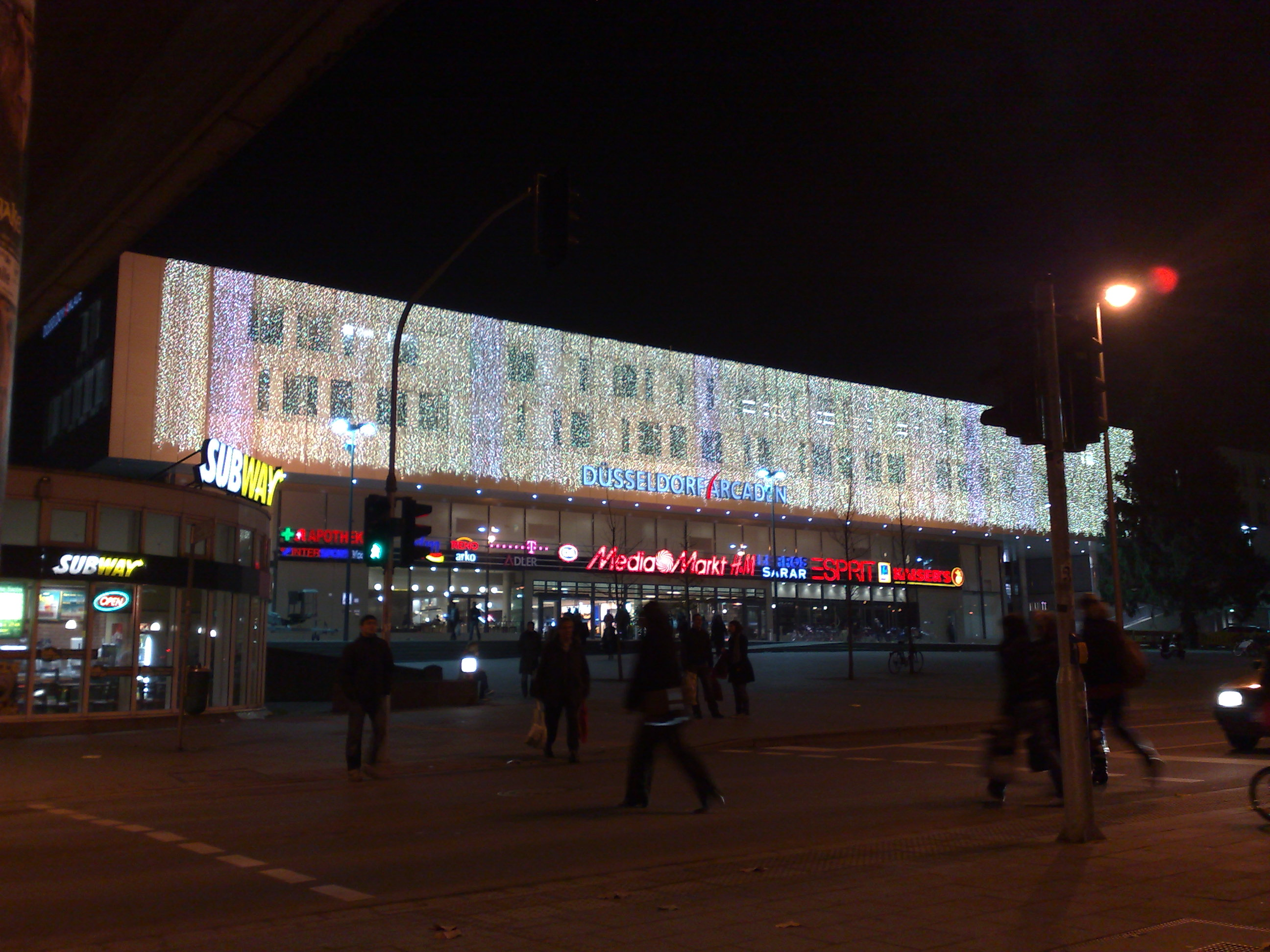
Die Düsseldorf Arcaden mit Weihnachtsbeleuchtung (November 2008)

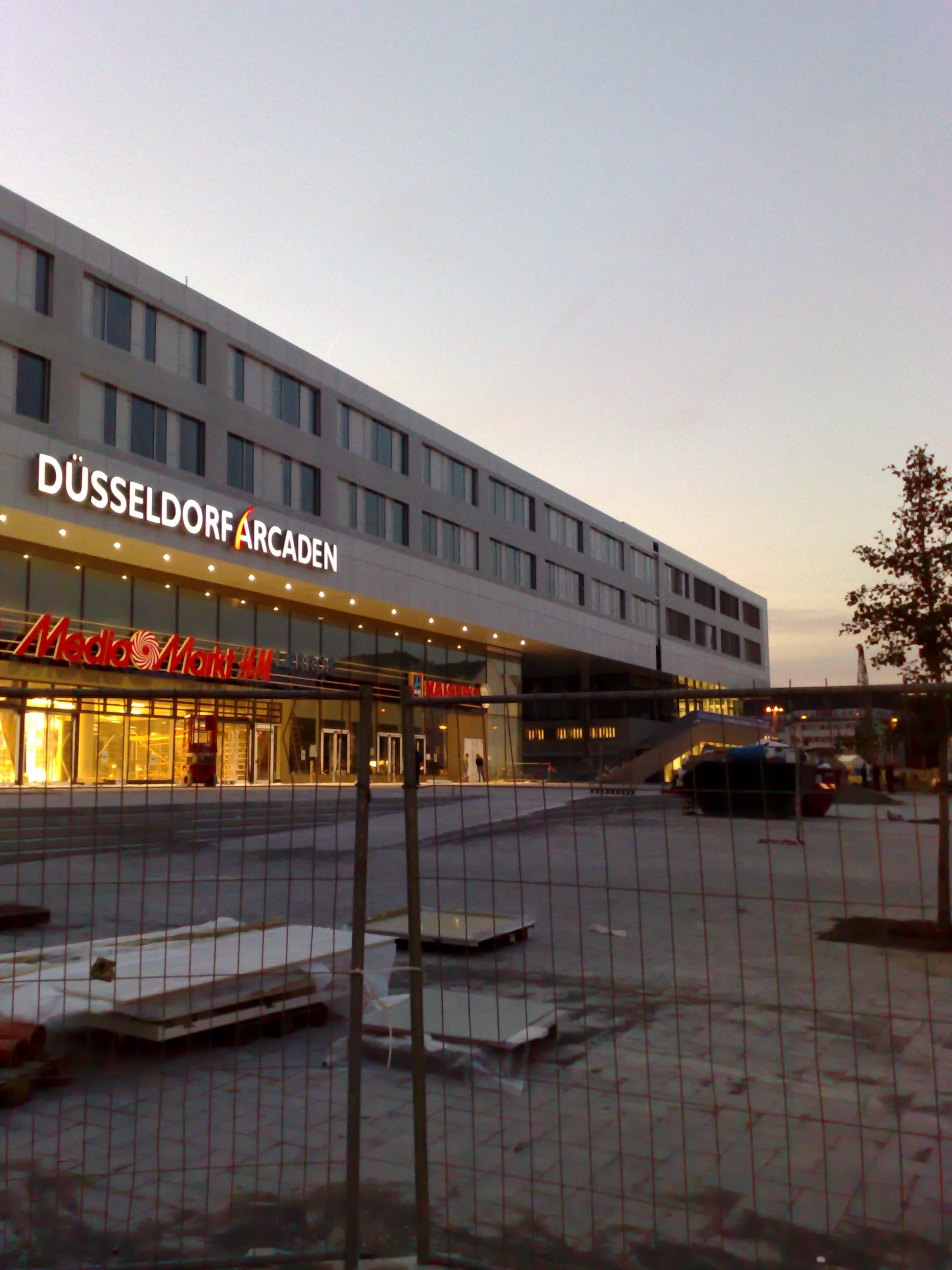
Die „Düsseldorf Arcaden“ kurz vor der Eröffnung am 20. September 2008

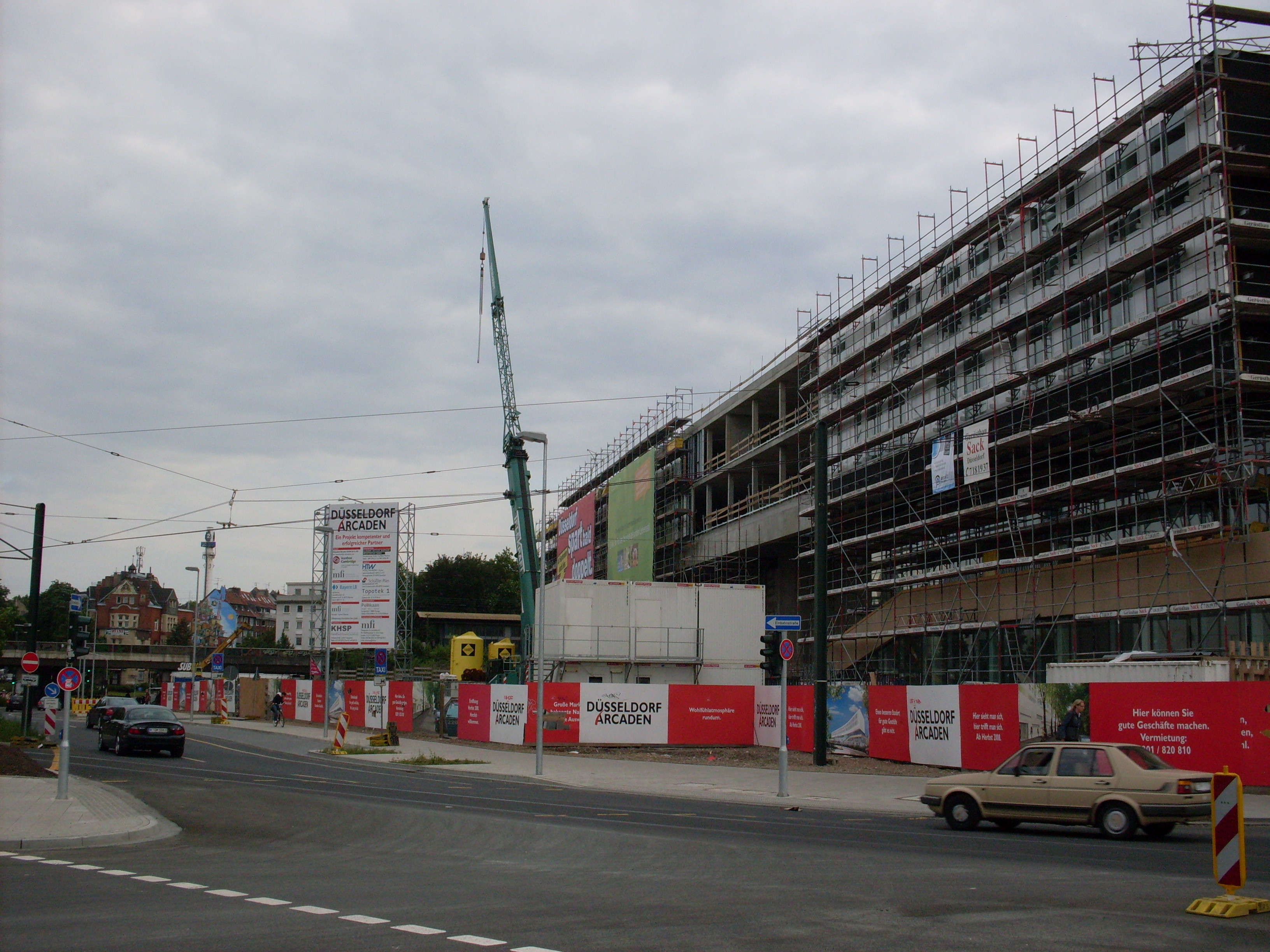
Baustelle der Düsseldorf Arcaden im Juni 2008

Die Düsseldorf Arcaden liegen an der Schnittstelle der dicht besiedelten Stadtteile Bilk, Unterbilk und Friedrichstadt rund einen Kilometer südlich der Königsallee. Die Arcaden grenzen unmittelbar an den Bilker S-Bahnhof, der auch Haltestelle mehrerer Stadtbahn- und Buslinien ist. Die ohnehin schon gute Anbindung an den städtischen und regionalen öffentlichen Personennahverkehr hat sich nach Fertigstellung der Wehrhahn-Linie ab dem 21. Februar 2016 noch verbessert. Voraussichtlich im Jahr 2020 soll der S-Bahnhof Bilk zusätzlich zum Regionalhalt für alle RegionalExpress-Linien zwischen Düsseldorf Hauptbahnhof und Neuss Hauptbahnhof ausgebaut werden.

## Geschichte
Mitte der 1990er Jahre legte die damalige Bundesbahn (heute: Deutsche Bahn) den Bilker Güterbahnhof still. So entstand eine mehr als fünf Hektar große innerstädtische Brache. Vorübergehend vermietete die Bahn einige Flächen an Einzelhändler und an ein italienisches Fischrestaurant. Sowohl die Bahn, als auch die Stadtpolitiker waren sich im Wesentlichen einig, dass an dieser wichtigen Stelle städtebaulich etwas Neues entstehen müsse. Die Vorstellungen über die Nutzung des Geländes gingen jedoch weit auseinander, quer durch die Bevölkerung und die politischen Parteien.
Mit der Bekanntgabe des potenziellen Investors mfi vertieften sich die Gräben zwischen den verschiedenen Lagern, vor allem als eine Größenordnung von rund 50.000 m² Verkaufsfläche genannt wurde. Im Mai 2003 fand schließlich eine Bürgermarkt genannte Befragung der Bevölkerung statt, in der die Düsseldorfer ihre Wünsche für das Gelände einbringen konnten, was schließlich in einem eingeschränkten Werkstattverfahren mündete. Gewinner des Verfahrens war das Münchner Architekturbüro Allmann Sattler Wappner.
Ein massiver Befürworter des Projektes war der damalige Oberbürgermeister Joachim Erwin. Das Projekt wurde über die gesamte Planungsphase kontrovers diskutiert. Sowohl die Industrie- und Handelskammer, der Einzelhandelsverband sowie Betreiber anderer Einkaufszentren sahen in den Düsseldorf Bilk Arcaden eine starke Konkurrenz zu den etablierten Einkaufsbereichen in der Düsseldorfer Innenstadt. Auch aus Nachbarkommunen kam Kritik. Die Befürworter betonten hingegen die Chancen für die Stadtteile Bilk, Unterbilk und Friedrichstadt sowie die Tatsache, dass man konkurrenzfähig zu anderen Gemeinden in der Nachbarschaft bleiben müsse, die ähnliche Planungen betrieben, wie z. B. Neuss und Solingen.
Der erste Spatenstich erfolgte im April 2007 nach einem knappen Ratsbeschluss, der den Weg zum Neubau frei machte. Projektentwickler war die Essener mfi AG, die bereits ähnliche Shopping-Center unter dem Markennamen „Arcaden“ in zahlreichen deutschen Städten realisiert hat – so etwa auch die Riem Arcaden in München oder die Spandau Arcaden in Berlin.
Von den geplanten 140 (ursprünglich sogar 240) Wohnungen wurden nur 18 realisiert. Der Investor musste 2013 hierfür eine vergleichsweise geringe Vertragsstrafe von € 120.000 zahlen.

## Chronik
- Mai 2003: Stadt Düsseldorf beginnt Bürgerbefragung und startet aufgrund der Bürgervorschläge einen konkurrierenden Architektenwettbewerb.
- 23. April 2005: Handelsgutachten wird vor Änderung nicht veröffentlicht: Kritik am „großen Manipulator Erwin“.[9]
- 31. Mai 2005: mfi hat Charme-Offensive gestartet/Experten sprechen weiter von Betrug mit der Verkaufsfläche.[10]
- 30. Juni 2005: Hickhack im Rat um Bilker Arcaden[11]
- 1. Juli 2005: Niederlage für Erwin: Ratsmehrheit gegen Bilker Arcaden[12]
- 21. Oktober 2005: Einzelhandelsverband warnt vor Bilker Arcaden.[13]
- 16. Mai 2006: Arcaden droht erneut das Aus: FDP ist dagegen.[14]
- 19. Mai 2006: Einzelhändler übergeben 8500 Unterschriften für die Begrenzung der Fläche der Bilker Arcaden.[15]
- 20. Juni 2006: PR-Offensive im Nobel-Ambiente: mfi droht mit Dauerbrache am Bilker Bahnhof.[16]
- 23. Juni 2006: Dramatische geheime Abstimmung: Bilker Arcaden werden gebaut.[17]
- Spätsommer 2006: Beginn der Abrissarbeiten auf dem Baugelände
- 29. November 2006: Die mfi AG verkauft 92,5 % der Bilker Arcaden an den kanadischen Immobilieninvestor Ivanhoe Cambridge.[18]
- 14. März 2007: Düsseldorfer Politiker entsetzt: mfi plant größere Arcaden in Neuss[19]
- 12. April 2007: Grundsteinlegung und Beginn der Hochbauarbeiten[20]
- 25. Januar 2008: Aus für die Neuss Arcaden: mfi zieht sich zurück.[21]
- 23. September 2008: Geschäfte in den Düsseldorf Arcaden werden eröffnet.
- Januar 2009: Wegen zurückgegangener Konsumnachfrage werden die Öffnungszeiten verkürzt.[22]
- Juli 2012: Zu Testzwecken wurden die Rolltreppen für eine Woche so umgestellt, dass die Kunden nicht auf direktem Wege zwischen den Stockwerken wechseln konnten, sondern Umwege laufen mussten.[23]
- März 2014: Das Einkaufszentrum wurde in „Düsseldorf Bilk Arcaden“ umbenannt.[24]